# Dymitr (Wasiliadis)
Dymitr, imię świeckie Nikolaos Wasiliadis – duchowny prawosławnego Patriarchutu Jerozolimy, od 2013 arcybiskup Liddy.

## Życiorys
1 września 2001 uzyskał godność archimandryty i został mianowany sekretarzem Świętego Synodu. Chirotonię biskupią otrzymał 9 marca 2013.